# Au grand prophète

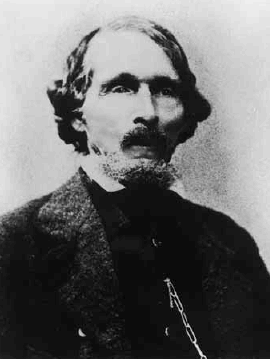
William W. Phelps, auteur de « Au grand prophète »

Au grand prophète (en anglais Praise to the Man, initialement nommé Joseph Smith), est un poème écrit en l'hommage de Joseph Smith. Son origine est généralement attribuée à William W. Phelps (SDJ) (en), dirigeant et compositeur de cantiques dans l'Église de Jésus-Christ des saints des derniers jours. Le poème est rédigé peu après l'assassinat de Joseph Smith, et est plus tard utilisé comme cantique par l'Église. Il est d'abord publié sous le simple titre Joseph Smith dans Times and Seasons (en) en août 1844, environ un mois après la mort de Smith.

## Origine
Phelps, l'auteur de l'hymne, s'engage dans l'Église du Christ (nom de l'Église SDJ à l'époque) pendant son séjour à Kirtland, Ohio. Il sert ensuite comme dirigeant dans le Missouri avant de quitter l'Église en raison de problèmes financiers non résolus et d'insatisfaction personnelle. Se déclarant ennemi du prophète Joseph Smith, Phelps propose de témoigner contre lui dans le cadre d'un procès pour trahison prévu dans le Missouri, dans lequel Smith serait le principal accusé. Cependant, la procédure n'a jamais lieu et, en 1839, Smith et ses associés furent autorisés à émigrer à Nauvoo, dans l'Illinois.
Deux ans plus tard, Phelps vit un changement de cœur vis-à-vis de Joseph Smith, et lui écrit notamment une lettre de repentance, lui demandant le pardon, et une chance de rejoindre les Saints des Derniers Jours en Illinois. Smith lui offre alors son plein pardon et l'opportunité de rejoindre l'Église sans aucune conséquence. Phelps en est profondément touché, et devient alors un disciple dévoué de Joseph Smith. Il est même invité à prendre la parole lors des funérailles de Smith en juin 1844.
Ceci explique donc la composition de ce poème, qui devint plus tard un cantique populaire.

## Controverse concernant la paternité
Depuis la publication initiale du poème dans l'édition du 1er août 1844 du Times and Seasons, jusqu'en 1863, sa paternité est systématiquement attribuée à Eliza R. Snow. Cela change lors de la publication de l'édition 1863 du Manchester Hymnal, et l'attribution de la paternité à Phelps est perpétué dans les livres de cantiques de l'Église publiés ultérieurement. 
La paternité peu claire est probablement due au fait que la signature de Snow apparaît au-dessus de deux poèmes distincts (dont celui de Phelps) sur la page du magazine, alors que le poème semble finir par une signature anonyme, qui serait donc celle de Phelps, rédacteur adjoint du périodique et poète accompli.

## Changement
Dans la version anglaise, une partie du texte original du deuxième couplet dit : « Long shall his blood, which was shed by assassins, / Stain Illinois, while the earth lauds his fame. » (« Longtemps son sang, qui fut répandu par des assassins, / tachera l'Illinois, tandis que la terre chante ses louanges. »),. En 1927, conformément à sa politique du bon voisin, l'Église SDJ change officiellement les mots « Stain Illinois » en « Plead unto heav'n » (« sera plaidé au Paradis »).
Dans des recueils de cantiques antérieurs, la Communauté du Christ a changé le titre et le premier vers du cantique en « Praise to the Lord for the Great Restoration », afin qu'il soit moins centré sur Joseph Smith. Le cantique n'est plus inclus dans le recueil actuellement utilisé dans Communauté du Christ.

## Air
Phelps a initialement suggéré Star in the East comme air pour le cantique, qui est probablement la même mélodie que Star in the East du recueil Southern Harmony.

Le cantique SDJ utilise désormais une mélodie basée sur celle de Scotland the Brave, en l'honneur de l'héritage écossais de Phelps. La mélodie est modifiée pour correspondre au nombre de syllabes du texte.